# Koronowo
Koronowo là một thị trấn thuộc huyện Bydgoski, tỉnh Kujawsko-Pomorskie ở trung-bắc Ba Lan. Thị trấn có diện tích 28 km². Đến ngày 1 tháng 1 năm 2011, dân số của thị trấn là 11029 người và mật độ 392 người/km².